# 小行星10720
小行星10720（10720 Danzl）是一颗绕太阳运转的小行星，为主小行星带小行星。该小行星于1986年4月5日发现。

## 轨道参数
小行星10720的轨道半长轴为2.1788883 UA，离心率为0.143。